# 李颖 (排球运动员)
李颖（1979年2月22日—），山东人，中国女排运动员，身高179厘米，体重65公斤。前八一女排、中国女排国家队成员，司职自由人。现任CCTV5女排赛事解说员，经常合作的央视评论员是黄子忠和洪钢。

## 主要成绩
- 1999年世界女排大奖赛总决赛第三名
- 1999年亚洲女排锦标赛冠军
- 2001年世界女排大奖赛总决赛冠军
- 2002年世界女排大奖赛总决赛亚军
- 2002年世界女排锦标赛第四名[4]